# Carmine Rocco
Dom Carmine Rocco (Camigliano, 12 de abril de 1912 — Roma, 12 de maio de 1982) foi arcebispo italiano e diplomata da Santa Sé. Foi núncio apostólico no Brasil.

## Biografia
Nasceu em Camigliano, na província de Caserta, em 12 de abril de 1912. Penúltimo dos sete filhos de Vincenzo Rocco e Clementina Giusti, aos 12 anos foi enviado como seminarista ao Seminário Diocesano de Calvi e Teano. Em 1930, entrou no Seminário Campaniano de Posillipo, dirigido pelos padres jesuítas. Foi ordenado presbítero em 26 de julho de 1936, na Igreja Catedral de Teano, pelo bispo Giuseppe Marcozzi.
Continuou a sua educação religiosa em Roma, onde se formou na Pontifícia Universidade Gregoriana e depois na Pontifícia Academia Eclesiástica. Em 1939, entrou para trabalhar na Secretaria de Estado, mas poucos meses depois, em 30 de outubro de 1939, foi enviado à nunciatura francesa, em Paris, por Mons. Giovanni Battista Montini e em 12 de março de 1940, foi nomeado Monsenhor.
Com a invasão nazista da França, parte do governo francês e com ele a nunciatura, então liderada por Mons. Valerio Valeri, foram obrigados a refugiar-se em Vichy, de onde testemunharam todo o conflito mundial. Após a libertação da França e a nomeação de Angelo Roncalli como núncio em Paris, Mons. Rocco acompanhou-o e construiu uma forte amizade. Pouco antes de deixar o país para servir na Argentina, Rocco recebeu o título de Cavaleiro da Legião de Honra.
Chegou a Buenos Aires em 7 de outubro de 1946, na nunciatura chefiada por Giuseppe Fietta. Após sua grande colaboração com o núncio, quando Mons. Fietta foi transferido para Roma, para a Secretaria de Estado, solicitou a colaboração de Mons. Rocco. Assim, de 1953 a 1956, Rocco serviu na Secretaria de Estado. Logo após, até 1959, trabalhou na Nunciatura no Brasil, no Rio de Janeiro, com o Núncio Lombardi.
Após seu amigo Roncalli se tornar o Papa João XXIII, Rocco foi nomeado núncio apostólico na Bolívia em 19 de janeiro de 1959 e eleito arcebispo de Justinianópolis na Galácia em 5 de outubro de 1961. Sua ordenação episcopal ocorreu no 12 de novembro seguinte, na Basílica dos Santos Ambrósio e Carlos, pelas mãos de Amleto Giovanni Cicognani, Cardeal Secretário de Estado, tendo como principais co-consagradores o arcebispo Angelo dell'Acqua, Adjunto da Secretaria de Estado, e bispo Guido Sperandeo, da Diocese de Calvi e Teano.
Durante seu serviço na Bolívia, atuou na fundação da Universidade Católica Boliviana São Paulo. Foi padre conciliar nas quatro sessões do Concílio Vaticano II. Também construiu um novo Seminário, em Cochabamba. O Papa Paulo VI, en 16 de setembro de 1967, nomeou Mons. Rocco como núncio nas Filipinas. Em 27 de novembro de 1970, recebeu Paulo VI em visita, estando com ele no momento de um ataque que tentou atingir o Santo Padre com um punhal, e o acompanhou na visita pastoral de três dias. Em 23 de maio de 1973, Mons. Rocco será nomeado núncio no Brasil.
Nesse período, colaborou com a criação de 30 novas dioceses e a nomeação de 122 Bispos. Em 1980 recebeu a visita de João Paulo II e o acompanhou durante boa parte da viagem, mesmo que a doença começasse a prejudicá-lo. Quando a situação se tornou cada vez mais difícil, por indicação do Santo Padre, Mons. Rocco regressou a Roma, onde foi internado na Policlínica Gemelli, onde faleceu em 12 de maio de 1982. O funeral solene foi celebrado na Basílica de São Pedro, na presença de cardeais, autoridades civis e embaixadores dos países onde serviu.
Entre os vários bispos que ordenou, foi consagrante episcopal dos futuros cardeais José Tomás Sánchez, Ricardo Jamin Vidal e Eusébio Oscar Scheid.